# Passeport (cheval)
Passeport, né en 1915 et mort en 1938, est un cheval de course de race Trotteur français, connu pour avoir remporté le Prix d'Amérique en 1923 et 1924. En 1922, il est rétrogradé à la troisième place au Prix d'Amérique pour avoir changé de ligne. 
Il s'avère un excellent reproducteur, donnant naissance entre autres à Amazone B et Nébuleuse V.

## Histoire
D'après Jean-Pierre Reynaldo, Passeport est l'un des meilleurs trotteurs français des années 1920.
Il naît en 1915 à l'élevage de Léon Clerc, en Seine-Inférieure. Il court initialement sous les couleurs de son éleveur, dans le contexte difficile de la Première Guerre mondiale, aussi bien attelé que monté. Dans sa rétrospective des épreuves et courses au trot pendant la guerre, La France chevaline cite pour la première fois Passeport dans l'épreuve chronométrée d'Argentan du 18 septembre 1918, dans laquelle le cheval est crédité du temps modeste de 3' 19" 4/5 (soit une réduction kilométrique de 1' 39" 9/10), drivé par Olivier. Il se classe cinquième du Prix d'Essai le lendemain, puis quatrième du Prix de l'Ourcq le surlendemain, deux courses disputées au trot monté avec pour jockey le même Olivier.
La réouverture de l'hippodrome de Vincennes a lieu le 21 mai 1919, Passeport a alors 4 ans. Le 4 juin, co-favori, il remporte assez facilement le Prix de Poitiers, au trot monté.
Le 18 janvier 1920, il se mesure au trot attelé, dans le Prix de Cherbourg, aux deux fils de Bémécourt, Pro Patria et Ontario, favoris. Il termine à une troisième place remarquée. La semaine suivante, le 22, sa victoire dans le Prix de Bagnoles, également couru au trot attelé, le montre d'une « supériorité éclatante » selon La France chevaline. Olivier est alors son driver.
Vainqueur par la suite notamment de deux Prix d'Amérique et de quatre prix de Belgique, il effectue une excellente carrière de reproducteur et meurt à la fin du mois de novembre 1938, à l'âge de 23 ans.

## Description
Passeport est un étalon de robe bai-brun, inscrit au stud-book du Trotteur français.

## Palmarès

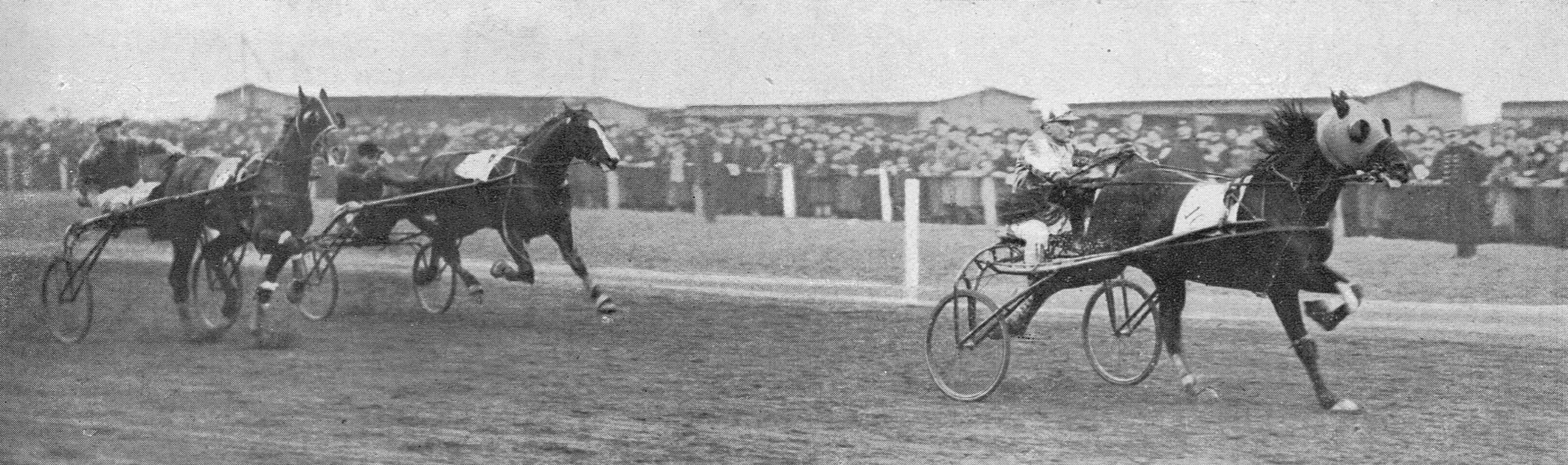
Victoire de Passeport dans le Prix de Belgique 1924 (Le Sport universel illustré du 8 février 1924).

- Prix de Bagnoles 1920 (Vincennes, 8 000 FRF (8 954,08 EUR2023))
- Prix de Sémallé 1920 (Vincennes, 8 000 FRF (8 954,08 EUR2023))
- Prix Narquois 1920 (Vincennes, 8 000 FRF (8 954,08 EUR2023))
- Prix d'Angleterre 1921 (Vincennes, 15 000 FRF (19 187,4 EUR2023))
- Prix de Belgique 1922, 1923, 1924 (Vincennes, 30 000 FRF (35 816,4 EUR2023)), 1926 (60 000 FRF (44 770,2 EUR2023))
- Prix d'Amérique 1923, 1924 (Vincennes, 75 000 FRF (79 006,5 EUR2023))
- Prix de Copenhague 1924 (Vincennes, 20 000 FRF (21 068,4 EUR2023))
- Prix d'Italie 1925 (Vincennes, 20 000 FRF (19 898 EUR2023))
- Prix du Merlerault 1925 (Vincennes, 25 000 FRF (24 872,5 EUR2023))

## Origines
Passeport est un fils de l'étalon Trotteur français Helder et de la jument Trotteur français Hermione, par Alérion. Il est consanguin sur Fuschia qui apparaît deux fois parmi ses ascendants en 3e génération, et une fois en 4e génération.

## Descendance
D'après Reynaldo, Passeport est un reproducteur remarquable.
Il est le père de la fameuse Amazone B, grande trotteuse française de l'entre-deux-guerres.